# 花桥街镇
花桥街镇，是中华人民共和国湖南省永州市冷水滩区下辖的一个乡镇级行政单位。

## 行政区划
花桥街镇下辖以下地区：
花桥街社区、花桥村、老街村、岔路口村、石塘村、峦山岭村、石坝村、灯塘村、金山岭村、姚家坝村、新铺村、江西佃村、秀井头村、温水塘村、定塘村、敏村、高龙村、良木塘村、枫木井村和坪塘村。